# Androcymbium stirtonii
Androcymbium stirtonii är en tidlöseväxtart som beskrevs av U.Müll.-doblies och Al. Androcymbium stirtonii ingår i släktet Androcymbium och familjen tidlöseväxter.
Artens utbredningsområde är KwaZulu-Natal. Inga underarter finns listade i Catalogue of Life.